# ورزشگاه دی‌دابلیو
ورزشگاه دی‌دابلیو (انگلیسی: DW Stadium) یک ورزشگاه فوتبال و راگبی در شهر ویگان، انگلستان است.
این ورزشگاه که در سال ۱۹۹۹ تأسیس شده دارای ۲۵٬۱۳۳ نفر ظرفیت می‌باشد و ورزشگاه خانگی باشگاه فوتبال ویگان اتلتیک محسوب می‌شود.

## نگارخانه

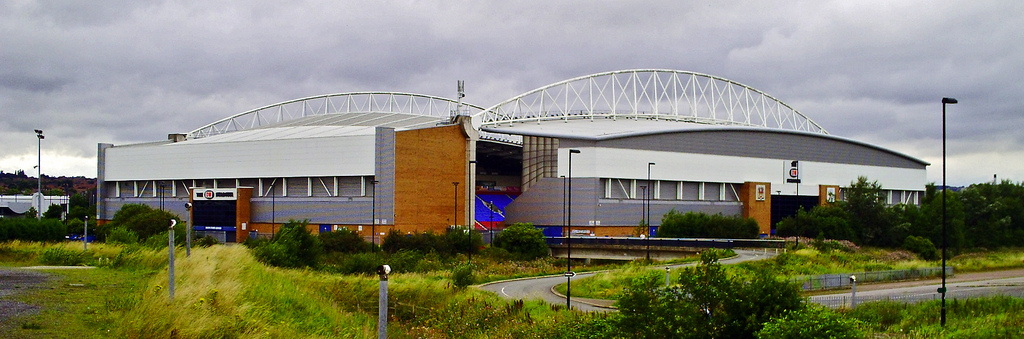
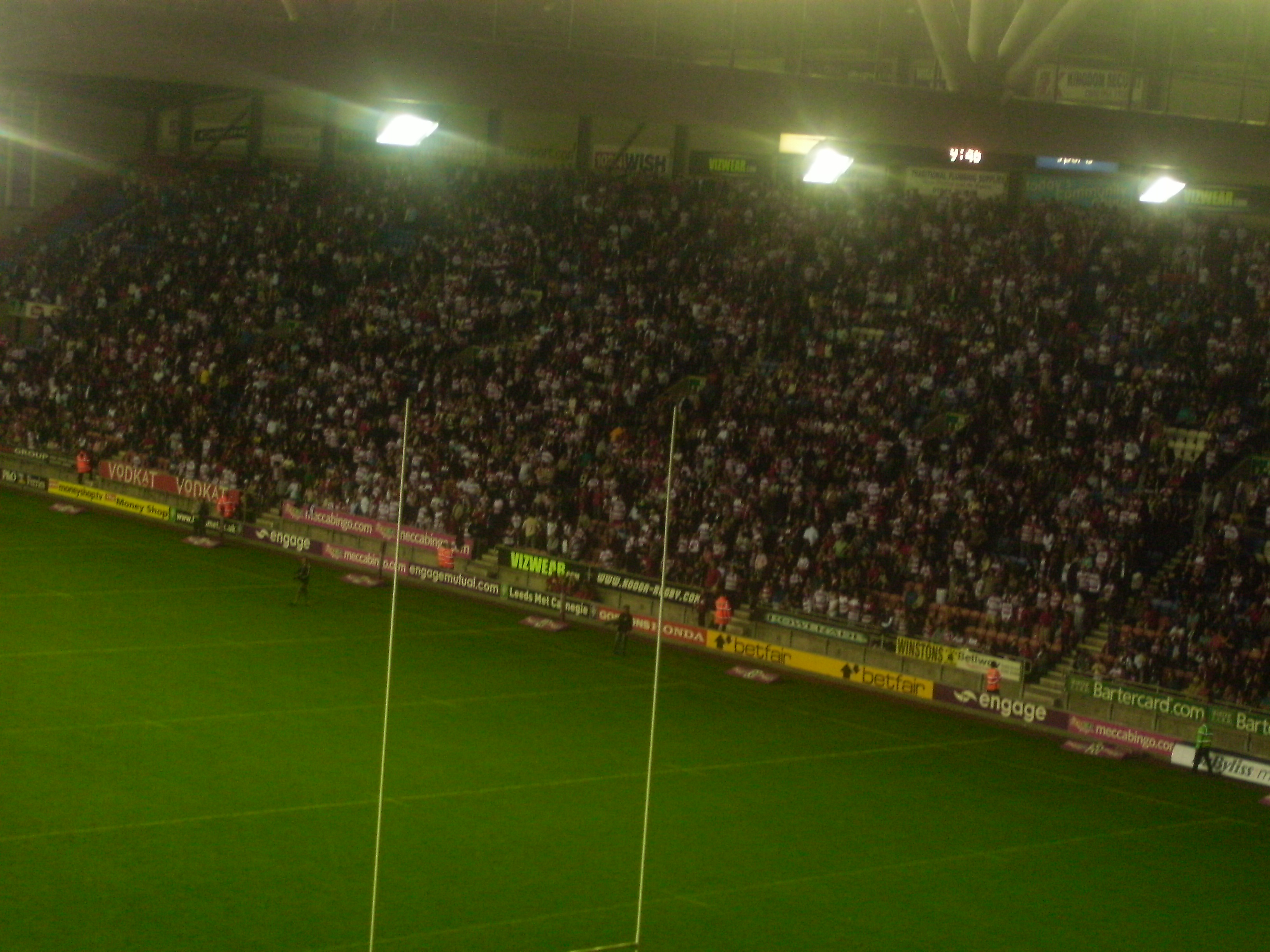
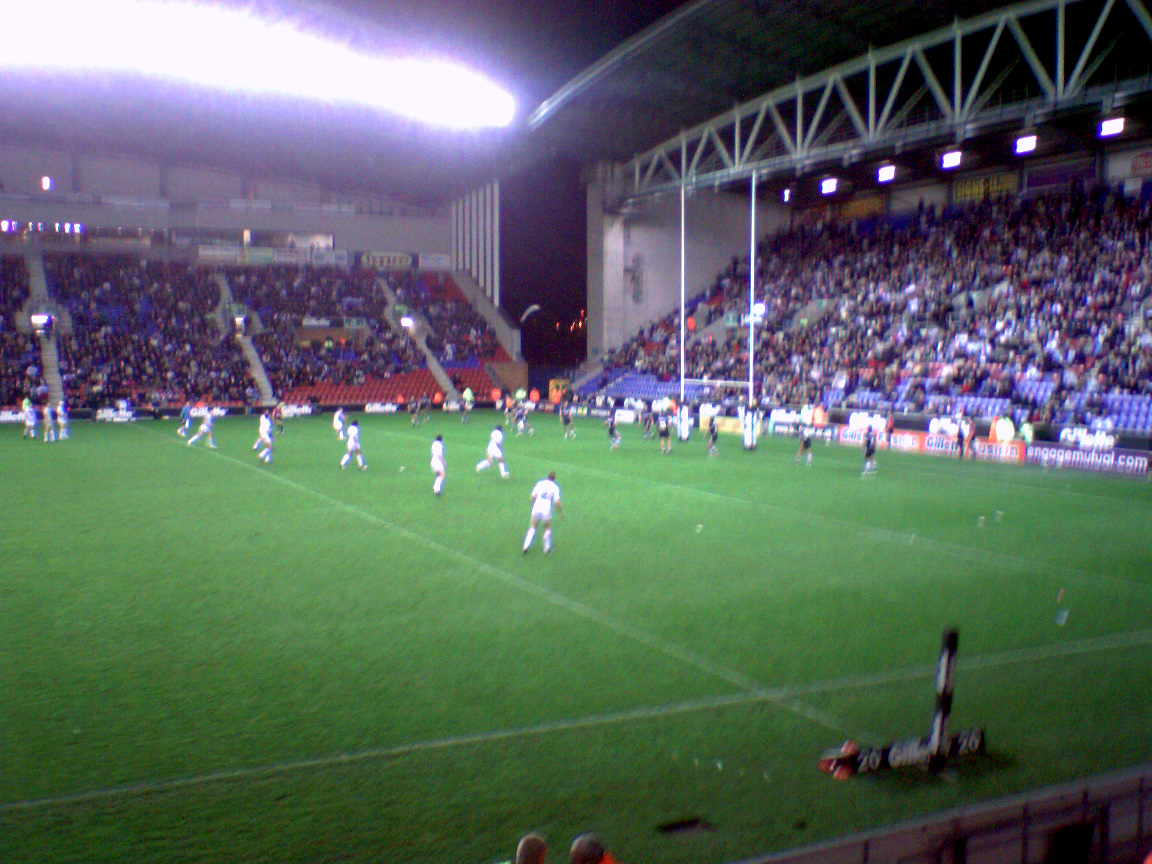